# César Zabala
César Zabala Fernández (Luque, 3 giugno 1961 – Luque, 31 gennaio 2020) è stato un calciatore paraguaiano, di ruolo difensore.

## Caratteristiche tecniche
Giocava come difensore centrale.

## Carriera

### Club
La sua carriera si svolse prevalentemente nel Cerro Porteño; in seguito all'esperienza del Mondiale, si trasferì in Argentina, disputando la Primera División 1988-1989. Dopo una sola stagione, però, lasciò il club e tornò in Paraguay, nuovamente al Cerro; nel 1990 fu l'Internacional di Porto Alegre ad acquistarlo, e Zabala totalizzò undici presenze nel Campeonato Brasileiro Série A 1990. Una volta terminata la competizione, il difensore fece ancora una volta ritorno in patria, per poi chiudere la carriera nel 1991 con la maglia del Cerro.

### Nazionale
Debuttò in Nazionale il 3 febbraio 1985 a Montevideo contro l'Uruguay. Fu successivamente convocato per il campionato del mondo 1986 e disputò la competizione da titolare al centro della difesa a fianco di Schettina o Delgado. Nella partita contro l'Inghilterra, che sancì l'eliminazione del Paraguay, fu invece schierato come terzino destro. In seguito, Zabala fu una presenza costante negli incontri della propria Nazionale; disputò dunque le Copa América 1987 e 1989 come centrale difensivo titolare; nella Copa América 1991 il suo posto fu preso da Cristaldo. La sua ultima presenza internazionale risale al 1991.

## Palmarès

### Club

#### Competizioni nazionali
- Campionato paraguaiano: 1

Cerro Porteño: 1987